# Adi Mehremić
Adi Mehremić (sinh 26 tháng 4 năm 1992) là một hậu vệ bóng đá Bosnia và Herzegovina hiện tại thi đấu cho SKN St. Pölten.

## Sự nghiệp
Ngày 27 tháng 9 năm 2013, Mehremić ký bản hợp đồng nửa năm với lựa chọn mua với câu lạc bộ Slovakia MFK Ružomberok.
Vào tháng 3 năm 2014 Mehremić gia nhập câu lạc bộ Latvian Higher League FK Spartaks Jūrmala với bản hợp đồng thời hạn 1 năm.
Vào tháng 1 năm 2015 Mehremić ký bản hợp đồng 1 năm cùng với câu lạc bộ Czech National Football League MFK Frýdek-Místek.